# Spring nicht
Singles de Tokio Hotel
Übers Ende der Welt
(2007) Monsoon
(2007)
Singles de Tokio Hotel
Scream
(2007) Heilig
(2008)
Spring nicht et Don't Jump sont tous deux des singles du groupe allemand Tokio Hotel. Spring nicht est le 6e single du groupe. Il est le 2e single extrait de l'album Zimmer 483. Il est sorti le 7 avril 2007. Don't Jump est la version anglaise de la chanson Spring nicht. Don't Jump est le 11e single du groupe. Il est le 4e single extrait de l'album Scream. Il est sorti le 4 avril 2008.

## Liste des titres

### Spring nicht
- Maxi-Single :

1. Spring nicht - Single Version
2. Spring nicht - Robot to Mars Remix
3. In die Nacht - Single Version
4. 483 Tourproben outtakes
5. TH Media Player

- Single deux titres :

1. Spring nicht - Single Version
2. Reden - Video Unplugged

- DVD Single :

1. Spring nicht - Videoclip
2. Spring nicht - Making Of
3. Stich ins Glück - Unplugged Video
4. Wir sterben niemals aus - Unplugged Video
5. Visite du Studio avec Bill et Tom

### Don't Jump
- Single deux titres:

1. Don't Jump - Single Version
2. Geh - Single Version

## Clip
Les clips de Spring nicht et Don't Jump sont semblables. La scène principale se déroule dans un immeuble désaffecté. L'autre Bill en haut de l'immeuble prêt à mettre fin à ses jours, mais Bill va venir le secourir. Bill a écrit cette chanson pour dire que la vie est très importante et qu'il faut aider ceux qui pensent au suicide.

## Charts
| Chart (Spring nicht)    | Meilleure position |
| ----------------------- | ------------------ |
| Autriche Singles Chart  | 7                  |
| Danemark Singles Chart  | 10                 |
| France Singles Chart    | 9                  |
| Allemagne Singles Chart | 3                  |
| Suisse Singles Chart    | 21                 |
| Chart (Don't Jump)      | Meilleure position |
| Belgique Singles Chart  | 39                 |
| Pays-Bas Singles Chart  | 9                  |
| Pays-Bas Top 40         | 22                 |
| Portugal Singles Chart  | 2                  |
| Bolivie Singles Chart   | 24                 |